# Sainte-Marie, Ille-et-Vilaine
Sainte-Marie är en kommun i departementet Ille-et-Vilaine i regionen Bretagne i nordvästra Frankrike. Kommunen ligger i kantonen Redon som tillhör arrondissementet Redon. År 2022 hade Sainte-Marie 2 249 invånare.

## Befolkningsutveckling
Antalet invånare i kommunen Sainte-Marie
Referens:INSEE